# Friedrich Ehrenreich von Ramin
Friedrich Ehrenreich von Ramin (né le 9 avril 1709 à Brüssow et mort le 2 décembre 1782 à Berlin) est un lieutenant général prussien, inspecteur général de l'infanterie, gouverneur de la ville de Berlin et chevalier de l'Ordre de l'Aigle noir.
Friedrich Ehrenreich von Ramin appartient à la famille noble de Poméranie von Ramin. Ses parents sont Friedrich Ehrenreich von Ramin (né en 1685 à Brüssow et mort en 1764) et Maria Elisabeth, née von Pfuel (de) (1684-1754).

## Carrière militaire
À l'âge de 16 ans, Friedrich Ehrenreich entre dans le service militaire prussien en tant que caporal. «Il est considéré comme un soldat de première ligne au franc-parler d'une clarté et d'une grossièreté insurpassables.
Friedrich Ehrenreich von Ramin devient officier dans le 25e régiment d'infanterie "Kalckstein à pied". En 1756, il devient commandant de bataillon avec le grade de sergent-colonel d'un bataillon nouvellement formé des compagnies de grenadiers des régiments margravial et von Kalckstein. En 1757, en tant que lieutenant-colonel, il devient commandant du régiment von Kalckstein. En 1759, il prend la tête du 28e régiment d'infanterie von Kreytzen (de) et en est le chef jusqu'en 1760. De 1760 jusqu'à sa mort, il est chef du régiment von Kalkstein, il s'appelle désormais le régiment Ramin. Les bataillons et régiment Ramin sont des unités d'infanterie de l'armée prussienne pendant la guerre de Sept Ans de 1756 à 1763 - le 28e régiment de 1756 à 1763 à Schmottseiffen, Konradswalde et le 25e régiment, qui est stationné à Berlin depuis 1729, de 1756 à 1763 à Torgau, Burkersdorf. Après la mort de Johann Dietrich von Hülsen (1693-1767), Friedrich Ehrenreich von Ramin devient son successeur comme gouverneur de Berlin et est en même temps promu lieutenant général. Il occupz le poste de gouverneur de Berlin jusqu'à sa mort, période au cours de laquelle les travaux commencent sous sa direction sur la construction de casernes pour les sept régiments d'infanterie de la garnison de Berlin.
On dit de Friedrich Ehrenreich von Ramin qu'il n'a que très peu d'amis dans l'armée, mais qu'il a la confiance de son roi et qu'il est souvent son invité à Potsdam. Le signe de cette confiance particulière est une lettre du roi, écrite avec un ton ironique, à son lieutenant général. Par cette lettre, Frédéric Ehrenreich von Ramin obtient en avril 1773 la prévôté de la cathédrale du haut évêché de Cammin (de) de la part de Frédéric le Grand . Après sa mort, Friedrich Ehrenreich von Ramin est enterré dans la crypte de l'église de garnison. En plus de l'ordre de l'Aigle noir, le roi Frédéric II lui a déjà décerné auparavant, à savoir le 26 mai 1747, l'ordre Pour le Mérite en tant que Rittmeister  dans le régiment Kalckstein à l'occasion d'une revue.